# این به آن در (فیلم)
این به آن در (به انگلیسی: Tit For Tat) نام فیلم طنزی با نقش آفرینی لورل و هاردی است.

## داستان فیلم
این فیلم در حقیقت ادامه‌ای بر فیلم [[در کوهستان]] است.
لورل و هاردی یک فروشگاه لوازم برقی افتتاح می‌کنند. اما مغازه خواربارفروشی همان زن و مردی است که در کوهستان ملاقات کرده‌اند. مرد همسایه همچنان از لورل و هاردی متنفر است.

## گزیدهٔ بازیگران

### اصلی
- استن لورل
- اولیور هاردی
- می بوش
- چارلی هال

### نام‌شان در عنوان‌بندی فیلم نیامده
- بابی دان
- بالدوین کوک
- جیمز سی. مورتون
- جک هیل
- وایولا ریچارد